# Chris Peers
Chris Peers, né le 3 mars 1970 à Deinze, est un ancien coureur cycliste professionnel belge.

## Biographie
Professionnel de 1992 à 2004, il s'est notamment illustré sur les courses flandriennes. Il a remporté le Circuit franco-belge en 2001.
En 2003, le domicile de Chris Peers est perquisitionné dans le cadre d'une enquête sur un trafic d'hormones et de stimulants mêlant le vétérinaire Jose Landuyt, ainsi que d'autres coureurs tels que Johan Museeuw, Jo Planckaert ou Mario De Clercq.
En octobre 2004, la Ligue vélocipédique belge prononce deux ans de suspension à son encontre, estimant que les enquêteurs ont réuni des preuves suffisantes pour établir une infraction aux règlement en vigueur en matière de dopage. Il ne fait pas appel de cette décision et met fin à sa carrière.

## Palmarès

### Palmarès amateur
- 1987
  - Circuit Het Volk juniors
- 1988
  -  Champion de Belgique sur route juniors
  - 3e du Circuit Het Volk juniors
  - 9e du championnat du monde sur route juniors
- 1989
  - 5e étape du Ruban granitier breton
  - 2e du Ruban granitier breton
- 1990
  - 3e du Grand Prix de Beuvry-la-Forêt
- 1991
  - 2e étape du Tour de Belgique amateurs
  - 2ea et 6e étapes du Tour du Hainaut
  - 2e de la Flèche flamande

### Palmarès professionnel
| - 1994 - 3e de la Nokere Koerse - 1996 - Grand Prix de la ville de Zottegem - 2e du Grand Prix Raf Jonckheere - 2e du Grand Prix Beeckman-De Caluwé - 1998 - 2e du Grand Prix de la ville de Zottegem - 3e de la Nokere Koerse - 1999 - 2e du Grand Prix de Lillers - 2e de Veenendaal-Veenendaal - 3e de À travers les Flandres - 2000 - 2e du Grand Prix d'Isbergues - 2e de Paris-Bourges - 3e du Championnat des Flandres - 3e du Grand Prix E3 - 3e de l'Étoile de Bessèges - 5e de Gand-Wevelgem | - 2001 - Circuit franco-belge : - Classement général - 1re étape - 2e du Grand Prix d'Isbergues - 6e du Tour des Flandres - 7e de Gand-Wevelgem - 9e de Paris-Roubaix - 10e de l'Amstel Gold Race - 2002 - 3e de la Flèche brabançonne - 2003 - Circuit des bords flamands de l'Escaut |

## Résultats sur les grands tours

### Tour de France
1 participation
- 2000 : abandon (17e étape)

### Tour d'Espagne
2 participations
- 1998 : 73e
- 1999 : abandon